# Max Bodenstein
 Max Ernst August Bodenstein (Magdeburgo, 15 de julho de 1871 — Berlim, 3 de setembro de 1942) foi um físico-químico alemão.
Conhecido por seu trabalho em cinética química, foi o primeiro a postular um mecanismo de reação em cadeia e que explosões são reações em cadeia ramificadas, conhecimento aplicado depois na bomba atômica.

## Carreira
Bodenstein estudou a partir de 1889 em Wiesbaden, onde foi aluno de Carl Remigius Fresenius, e depois na Universidade de Heidelberg, onde obteve o doutorado em 1893, com a tese "Zersetzung des Jodwasserstoffes in der Hitze", orientado por Viktor Meyer.